# Medaglia della guerra di liberazione e d'indipendenza (1875-1878)
La Medaglia della guerra di liberazione e d'indipendenza (1875-1878), fu una medaglia commemorativa concessa dal Principato del Montenegro per commemorare le guerre d'indipendenza del paese.

## Storia
La medaglia venne istituita dall'allora principe Nicola I del Montenegro all'indomani del termine delle guerre d'indipendenza montenegrine che si tennero tra il 1875 ed il 1878.

## Insegne
Medagliaè costituita da un disco di bronzo di 36 mm sul quale è presente, sul diritto, un ritratto a mezzobusto del principe Nicola I in abiti tradizionali, attorniato dai suoi titoli in cirillico. Sul retro, si trova una croce patente con inscritto su ciascuno dei suoi bracci una delle date dei quattro anni della guerra d'indipendenza (1875, 1876, 1877, 1878) e circondata dall'iscrizione in cirillico commemorativa della guerra d'indipendenza.
Nastrobianco con una striscia rossa per parte